# Bhakti

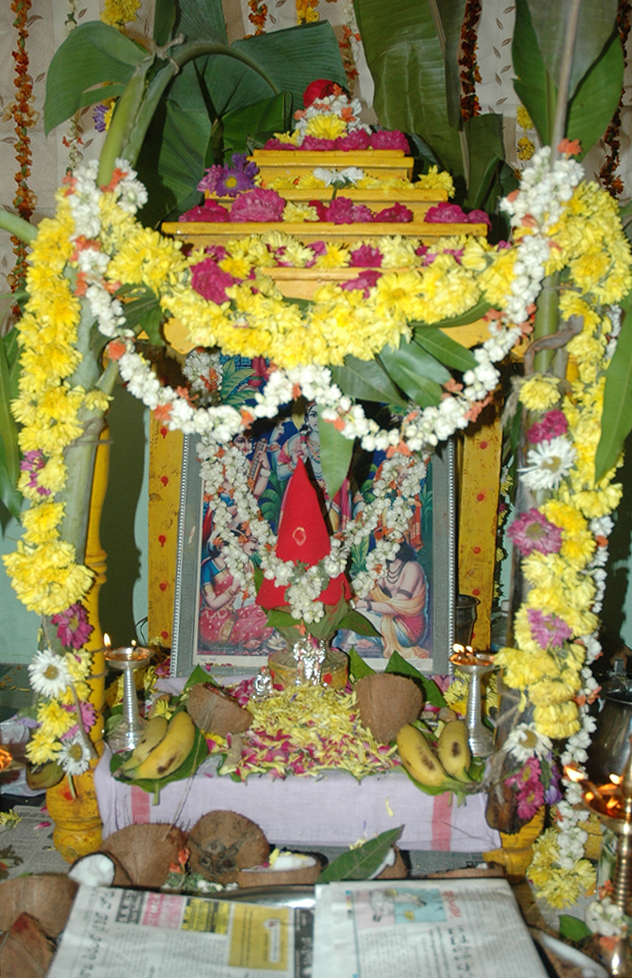
Obraz czczony podczas pudźy – popularnej bhaktyjskiej praktyki

Bhakti (sanskr. bhakti – przywiązanie, miłość; termin zwykle oddawany jako pobożność) – forma religijności w hinduizmie przejawiająca się głębokim emocjonalnym i intelektualnym oddaniem bogu, której metaforą może być miłosny związek z bóstwem, a zarazem niezwykle silny, żywiołowy ruch religijno-społeczny. Osoba praktykująca bhakti nazywana jest bhaktą.
Nie należy myśleć o bhakti jako o jednorodnym, zwartym ruchu – poszczególne grupy zaangażowane w kulty kierowały się ku różnym bóstwom (przede wszystkim ku Śiwie, Krysznie, Ramie i Kali) i przyjmowały odmienne stanowiska teologiczne. Dla wszystkich jednak kluczowe było uczestnictwo w Bogu, docieranie do niego i odnalezienie z nim bliskości.
Ruchy bhakti zaowocowały nowymi formami jogi, m.in. powstaniem bhaktijogi. Najbardziej charakterystyczną praktyką średniowiecznego bhakti była poezja religijna, ceniona do tej pory ze względu na szczególne walory estetyczne (m.in. poezja krysznaicka oraz poezja ramaicka). Nauki bhakti miały też znaczący wpływ na sztukę indyjską, w szczególności na malarstwo miniaturowe w północnych Indiach.

## Historia
Tradycje bhakti pojawiają się już w Rygwedzie (w pierwszym jej hymnie) oraz w innych Wedach i późniejszych świętych tekstach hinduizmu, szczególnie w Bhagawadgicie, a także w niektórych Puranach.
Formę nurtu religijnego bhaktyzm przybrał najprawdopodobniej w I wieku p.n.e. – wówczas powstały dwa bhaktyjskie sampradaja: bhagawatowie (wisznuickie) i paśupatowie (śiwaickie). Jednak wówczas bhakti było rozumiane bardziej jako cześć niż jako miłość, oddanie.
Bhakti jako religijność emocjonalna zaczęła się rozwijać później – w pierwszym millenium ery chrześcijańskiej. Bhaktyzm obejmuje cały wisznuizm (tam bhakti było kierowane do Wisznu, a dokładniej najczęściej do któregoś z jego Awatar – z reguły do Kryszny). Część szkół śiwaickich również klasyfikujemy jako bhaktyzm – paśupatowie, śiwaizm tamilski, kalamukhowie. Tradycje bhaktyzmu wyraźne są także w smartyzmie – sam Adi Śankara (na którego naukach opiera się smartyzm) jest autorem kilku dewocyjnych hymnów do Śiwy. Wśród śaktów też są silne tendencje bhaktyjskie – szczególnie w Bengalu, gdzie obiektem bhakti jest Kali.
Bhakti (jako emocjonalne oddanie) najsilniej i najwcześniej kwitło na południu Indii, w Tamil Nadu. Najintensywniejszy okres ich rozwoju na tych terenach przypada na VII-IX w. Wówczas rozwijała się poezja bhaktyjska tworzona w językach południowoindyjskich. Jej autorami byli wybitni poeci: dwunastu alwarów (wisznuickich poetów czczących Wisznu, a szczególnie dwie z jego inkarnacji: Krysznę i Ramę) oraz sześćdziesięciu trzech najanmarów (śiwaickich poetów sławiących Śiwę). Pojawiły się także przekłady świętych tekstów hinduizmu (dotychczas dostępnych jedynie w sanskrycie) na indyjskie języki lokalne. Później ruchy bhakti pojawiły się na Dekanie i wreszcie dotarły do Indii Północnych, gdzie rozwijały się od ok. XII do XVII w. Szczególnie przejawiały się w postaci literatury dewocyjnej tworzonej przez osoby takie jak np. Mira Bai.
W średniowieczu (w drugim milenium ery chrześcijańskiej) bhakti otrzymało podbudowę filozoficzną, a to głównie za sprawą filozofów i teologów takich jak Ramanudźa, Madhwa Anandatirtha, Nimbarka, Wallabha, Ćajtanja Mahaprabhu.
Bhakti rozwija się do dziś, jest ważnym elementem życie większości Hindusów. Jego impet nie jest jednak tak silny jak w wiekach XII – XVII. Zdobywa też popularność na Zachodzie, na przykład za sprawą organizacji takich jak Międzynarodowe Towarzystwo Świadomości Kryszny.

## Ekspresja bhakti

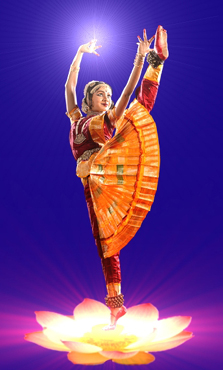
Hinduska w dewocyjnym tańcu Bharatanatjam – jednym z klasycznych hinduskich tańców

Bhakti polega przede wszystkim na kulcie wewnętrznym, tworzeniu emocjonalnego związku z Bogiem, poddania się mu. Wyrażane jest w różnych formach zewnętrznych. Popularne formy to bhadźan (śpiew pieśni dewocyjnych) i sankirtan (śpiewane powtarzanie świętych imion Boga). Ważną formą jest też taniec – szczególnie klasyczne tańce hinduskie takie jak Bharatanatiam. Inne dziedziny sztuki, w których bhakti jest wyrażane to poezja (szczególnie tamilska czy bengalska) czy malarstwo (północno-indyjskie). Inna forma praktykowana przez większość hinduistów to pudźa, polegająca na składaniu Bogu, wyobrażonemu symbolicznie jako obraz czy posążek, drobnej ofiary (najczęściej są to małe przedmioty takie jak słodycze, owoce, liście, ghi, woda itp.). Bhaktowie często też ofiarują Bogu żywność przed spożyciem jej. Trzymają się w towarzystwie mędrców, świętych i przebywają w miejscach czystych (zarówno duchowo jak i materialnie). Często czytają święte księgi. Elementem kultu dewocyjnego jest też znakowanie czoła tilaką.

## Filozofia bhakti

### Bhagawadgita
Bhagawadgita przywiązuje bardzo dużo wagi do bhakti, jest podstawą całego wisznuickiego bhakti. Zgodnie z nią, oddanie Sagun Brahmanowi (Brahmanowi z atrybutami, przedstawionego w pewnej formie), tutaj Krysznie jest pewną i łatwą drogą do mokszy. Kryszna mówi w Bhagawadgicie, że ci którzy się mu oddadzą, będą dla niego najdroższymi ze wszystkich ludzi. On ich bezpiecznie doprowadzi do najwyższego stanu duchowego, wyzwoli z sansary. Idealne bhakti powinno polegać na oddaniu wszystkich swych myśli, czynów Bogu, ofiarowaniu mu wszystkiego co się spożywa itp.

### Purany
Bhagawatapurana i Wisznupurana wymieniają dziewięć form bhakti:
1. Słuchanie opowieści o Bogu (srawana)
2. Śpiewanie ku jego czci (kirtana)
3. Pamiętanie o jego imieniu i obecności (smarana)
4. Służenie jego stopom (padasewana)
5. Czczenie (aćana)
6. Pokłon przed Bogiem (wandana)
7. Rozwijanie uczucia służenia mu (dasja)
8. Rozwijanie uczucia przyjaźni z nim (sakja)
9. Całkowite poddanie się mu (atmaniwedana)

### Jogasutry
Jogasutry stanowią podstawowy tekst filozofii jogi. Według nich, jedną z dróg do samadhi jest skupienie się na i oddanie się Iśwarze (Bogu). Nie poświęcają temu tematowi jednak zbyt wiele uwagi, pozbawione są też ducha bhakti jaki występuje w tekstach takich jak Bhagawadgita czy Bhagawatapurana.

### Adi Śankara i smartyzm
Adwajtawedanta stworzona przez Adi Śankarę kładzie nacisk na dźńanę (mądrość duchową), a nie na bhakti. Niemniej jednak Adi Śankara z wielkim oddaniem czcił Śiwę. Jego system skupia się na Nirguna Brahmanie – Brahmanie pozbawionym atrybutów – uznaje także Saguna Brahmana, czyli formą, reprezentację bezforemnego Absolutu dokonaną w celu możliwości koncentrowania na niej swej miłości i pobożności.
Adi Śankara założył smartyzm – jeden z czterech głównych nurtów hinduizmu. Nurt ten uznaje bhakti do dowolnej formy Boga za równorzędne i za kult tego samego Boga. Smartyści czczą szczególnie jedno z następujących pięciu form Boga: Wisznu, Śiwę, Dewi, Surję, Ganeśę (w południowo-indyjskich wersjach także Kumarana) oddając jednak również cześć jeszcze pozostałym czterem/pięciu formom uważając je wszystkie za różne przejawy tego samego Boga.

### Wedantyjskafilozofia wisznuicka w późniejszym średniowieczu
Ramanudźa uważał bhakti do Boga – Saguna Brahmana, w formie jako Wisznu za najdoskonalszą metodę osiągania zbawienia oraz łaski Boga, który jest pełen miłości. Uznał czystą radość płynącą z możliwości pełnego miłości adorowania Boga w niebie za równoznaczne i praktycznie identyczne z mokszą. Nieustanne i idealne bhakti Ramanudźa uznał za najwyższy cel wszelkiej religii czy filozofii.
Madhwa uznawał bhakti razem ze studiowaniem świętych pism hinduizmu za jedyną prawdziwą drogę do Boga, co umożliwia zdobycie jego łaski.
Nimbarka także przykładał dużo wagi do bhakti i uważał je razem z dźńaną za drogę do Boga. Prawdziwe bhakti jego zdaniem polegało na prapatti, czyli całkowitym poddaniu się Bogu.
Wallabha kładł nacisk na bhakti kierowane do Kryszny. Droga bhakit była jego zdaniem najwyższą drogę. Umożliwiało ono zdobycie łaski Boga, która szybko doprowadzała do mokszy.
Ćajtanja Mahaprabhu także przywiązywał bardzo dużo znaczenia do bhakti. Uważał nieustanne, pełne miłości i tęsknoty myślenie o Bogu za prawdziwą drogę do niego. Za świetną ekspresję bhakti uważał sankirtan.